# Phelocalocera
Phelocalocera är ett släkte av skalbaggar. Phelocalocera ingår i familjen långhorningar.
Kladogram enligt Catalogue of Life:
| Phelocalocera | \| \| Phelocalocera peregrina \| \| \| \| \| \| Phelocalocera queketti \| \| \| \| |
|               | \| \| Phelocalocera peregrina \| \| \| \| \| \| Phelocalocera queketti \| \| \| \| |
|               | Phelocalocera peregrina                                                            |
|               |                                                                                    |
|               | Phelocalocera queketti                                                             |
|               |                                                                                    |